# Mort de Souheil El Khalfaoui
La mort de Souheil El Khalfaoui, un jeune marseillais, est la conséquence d'un tir de la police dans le quartier de la Belle de Mai à Marseille le 4 août 2021, au cours d'un contrôle routier. La police plaide la légitime défense, qui est remise en question par plusieurs témoignages. L'affaire est classée sans suite en décembre 2021 puis rouverte après que l'avocat de la famille dénonce une enquête bâclée par l'IGPN et porte plainte pour « obstruction à la manifestation de la vérité », constatant que des vidéos d'une caméra de surveillance située à l’endroit même du contrôle, qui n'avaient pas été placées sous scellés, ont disparu. Le juge d’instruction désigné en octobre 2022 auditionne le tireur en août 2024, et le place sous le statut de témoin assisté. La juge d’instruction qui le remplace, Cassandra Vial,  constate qu'une dizaine de pièces à conviction placées sous scellés a également disparu, mais les retrouve quelques jours après en avoir fait l'annonce à la famille.

## Victime
Souheil El Khalfaoui est né le 25 avril 2002 à Sarcelles. Il réside à Marseille et a la nationalité française. Au moment de sa mort, il est employé comme serveur.

## Circonstances
Le mercredi 4 août 2021, vers 18 heures, dans le quartier de la Belle de Mai, au croisement des rues Bonnardel et Fortuné-Jourdan, un policier tue Souheil El Khalfaoui, un jeune marseillais de 19 ans, au cours d'une opération de contrôle.
L'équipe de police était formée de trois membres, un brigadier-chef, un policier stagiaire au moment des faits (le tireur) et un adjoint de sécurité (ADS, le blessé) inexpérimenté,.
Selon la police, Souheil El Khalfaoui aurait commis un délit de fuite la veille et les fonctionnaires ont reconnu son véhicule. Selon le témoignage d'un voisin, les policiers « sont arrivés, les jeunes étaient très calmes mais eux étaient agressifs. Ils disaient qu’ils le reconnaissaient, qu’il avait échappé à un contrôle de police la veille. Lui disait que c’était pas vrai, qu’ils n’avaient qu’à appeler sa mère pour vérifier ».
Selon le syndicat Alliance Police nationale, Souheil El Khalfaoui aurait voulu fuir à bord de sa voiture et renversé un policier,. Il s'agirait donc de légitime défense. Au cours du contrôle, Souheil El Khalfaoui aurait redémarré en marche arrière, percutant le policier adjoint de sécurité. Lors du passage du véhicule à sa hauteur, celui-ci aurait tiré par la fenêtre de la voiture, touchant Souheil au thorax.
Selon un enquêteur de l'IGPN, « tout ce qui apparaissait dans le dossier se confirme et notamment le délit de fuite de la veille. La seule chose qui reste, c’est la question de la proportionnalité [de la riposte]. Comme le fonctionnaire n’est pas gravement blessé, on peut se la poser. » En effet, des vidéos dans lesquelles on voit le policier tireur debout après le tir interrogent sur la gravité de sa blessure. La procureure de Marseille précise que le policier blessé a reçu dix jours d’interruption totale de travail. 
Une vidéo montre l'infirmière de passage apporter les premiers soins à Souheil El Khalfaoui, encore vivant d'après elle, devant les trois agents inactifs. Pour la famille, c'est « une non-assistance à personne en danger ». L’arrivée des pompiers est jugée tardive, malgré « un appel immédiat à Police secours ».

## Réactions

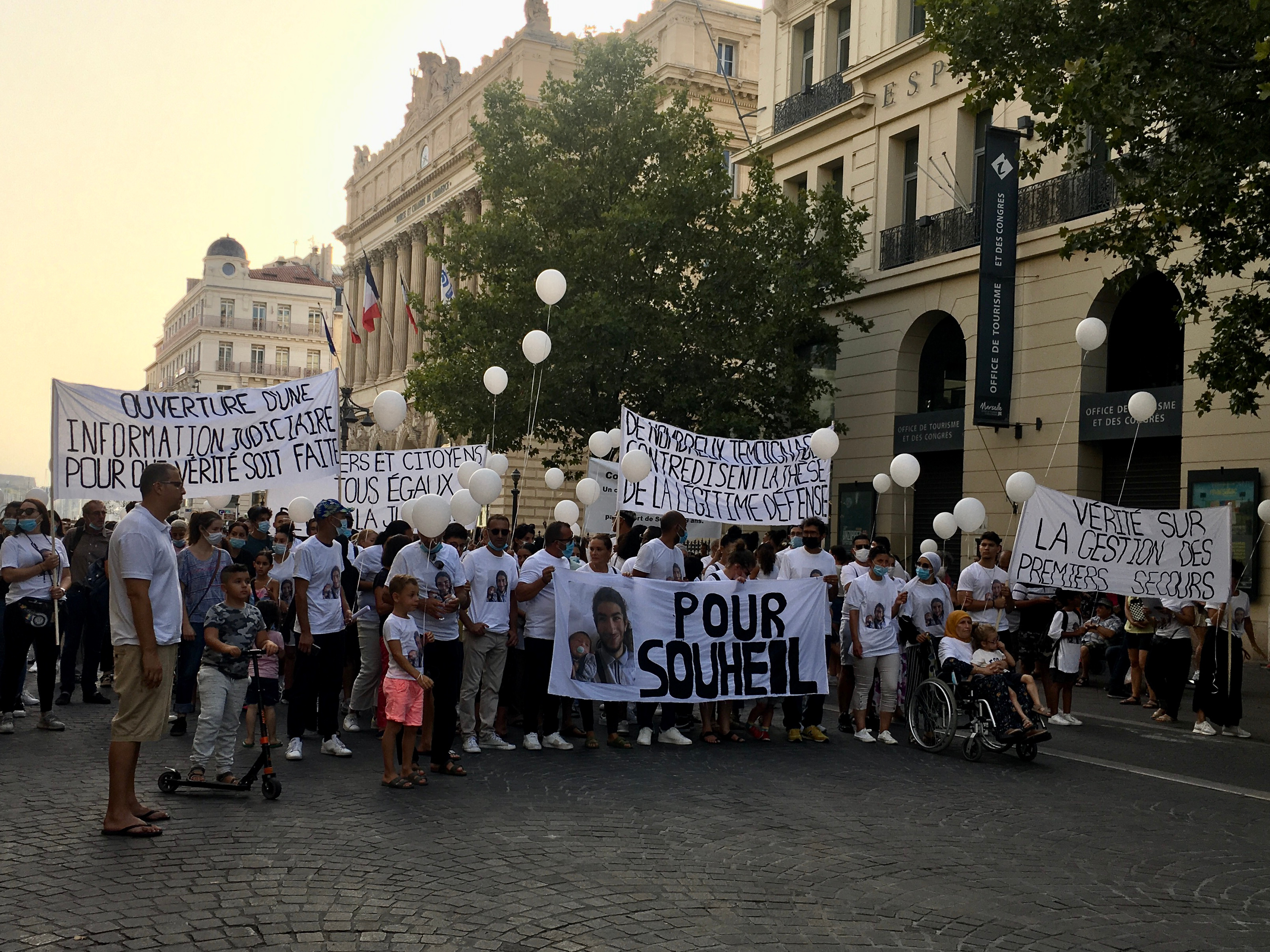
Manifestation à Marseille une semaine après la mort de Souheil.

Une marche blanche est organisée quelques jours après le drame,,,.
Du 12 au 14 novembre 2021, la famille de Souheil El Khalfaoui organise un « marathon de la vérité » au Vieux-Port de Marseille. La série de rencontres, débats et projections se termine par un rassemblement,,,,.
Presque deux années après la mort de Souheil, son père Issam El Khalfaoui ouvre une marche pour la justice à Marseille, marquée par d'autres morts récentes, notamment celle de Nahel à Nanterre: « l’histoire de Nahel a ravivé beaucoup de souvenirs et de douleur. Sauf que pour Souheil la vidéo a été perdue par l’IGPN ».
En juillet 2023, le père de la victime témoigne pendant des manifestations contre les violences policières de son « écœurement » : « le président de la République n’a fait aucune proposition. Le syndicat de police Alliance, la télévision, déversent un racisme décomplexé. Et on nous interdit de manifester ».
Romain Devassine, le policier qui a tiré, participe comme pilote de BMX à la cérémonie d'ouverture des JO,,,,. Scandalisé, le père de la victime dénonce « une enquête biaisée qui s’éternise », et une institution policière « prête à tout pour systématiquement disculper l’un des siens »

## Suites judiciaires
Deux enquêtes sont ouvertes immédiatement après l'incident, l'une par l'IGPN pour l’usage de l’arme, l'autre par la police judiciaire pour « tentative d’homicide »,. Selon la famille, l'IGPN n'a pas interrogé les témoins.
Une semaine plus tard, la famille conteste la thèse de la légitime défense sur la base de nombreux témoignages qui contredisent la version de la police, et demande l’ouverture d’une information judiciaire,. La famille dépose plainte pour homicide volontaire et non-assistance à personne en danger,.
En novembre 2021, alors que l’enquête préliminaire est toujours en cours, le parquet privilégie la thèse de la légitime défense. La famille réclame la nomination d’un juge d’instruction. Le 16 décembre, l’enquête de l'IGPN est classée sans suite par le procureur adjoint André Ribes au motif de la « légitime défense »,,.
En février 2022, selon Libération, la procureure de la République de Marseille a demandé à l’IGPN un complément d’enquête,,. Cette réouverture du dossier fait suite à la contre-enquête menée par le nouvel avocat de la famille, Arié Alimi, qui dénonce une première enquête bâclée et révèle plusieurs éléments qui ont été ignorés par l'IPGN, ainsi que la destruction de preuves. La famille porte plainte contre l'IGPN pour « obstruction à la manifestation de la vérité », et demande le dépaysement de l’affaire,. La plainte vise notamment l’un des enquêteurs, le brigadier Stéphane R., qui n'a pas placé sous scellés six vidéos de caméra de surveillance située à l’endroit même du contrôle, dont trois ont ensuite disparu. La famille se constitue partie civile et un juge d’instruction, Patrick de Firmas, est désigné en octobre 2022.
En juillet 2024, le policier tireur et visé par une information judiciaire pour homicide volontaire est en poste dans une autre ville des Bouches-du-Rhône ; il n'a pas encore été auditionné par le juge d’instruction. 
Le policier n'est finalement auditionné que le 21 août 2024 par Patrick de Firmas, qui le place sous le statut de témoin assisté, avant de quitter le tribunal de Marseille pour prendre un nouveau poste.
En juin 2025, la nouvelle juge d’instruction Cassandra Vial prévient la famille de la victime que neuf scellés confiés au parquet trois ans auparavant ont disparu : il s'agit d'images de vidéosurveillance, d'enregistrements d’appels d'urgence, de l’audition du  tireur et de la balle mortelle ; le père de la victime dépose plainte contre l’ancienne procureure de Marseille, Dominique Laurens, et Gérald Darmanin menace d'une inspection. Les scellés sont retrouvés.

## Vidéo
- À l'air libre, « Mort de Souheil El Khalfaoui : « Ils font tout ce qu’ils peuvent pour nous éloigner de la vérité » » [vidéo], sur Mediapart, 17 novembre 2021 (consulté le 6 août 2024)